# Góth László (villamosmérnök)
Góth László (Budapest, 1944 –) villamosmérnök, informatikus, költő és dalszerző.

## Életpályája
Középiskolai tanulmányait a budapesti Könyves Kálmán Gimnáziumban végezte. 1961-ben harmadik osztályos gimnazistaként részt vett és megoldásaiért dicséretben részesült a 3. Nemzetközi Matematikai Diákolimpián. Ezt megelőzően az Országos Matematikai Tanulmányi Versenyen is I. dicséretben részesült.
Az 1962. évi Eötvös Loránd Fizikai Versenyen szintén I. dicséretben részesült. Egyetemi tanulmányait a Budapesti Műszaki Egyetemen végezte, ahol 1967-ben szerzett kitüntetéses villamosmérnöki diplomát műszer és automatizálás szakon. További szakmai tárgyú képzettsége: számítógép-programozó és rendszerszervező (SZÁMALK, 1975). Szakmai tevékenysége vállalatirányítási rendszerek (SAP), valamint könyvtári információrendszerek fejlesztése volt. Munkahelyei: Országos Mérésügyi Hivatal, Számítástechnikai Koordinációs Intézet, Országos Műszaki Könyvtár és Dokumentációs Központ, Taurus Gumiipari Vállalat. Utóbbi munkahelyéről látásának romlása (rosszul sikerült szemműtét) miatt 1991-ben nyugdíjazták.
Az alábbi tanulmányában ismerteti az Országos Műszaki Információs Központ és Könyvtár egyik számítógépes rendszerének a működését:
Az OMIKK Fordítási Szolgálatának Mikroszámítógépes Ügyviteli Rendszere, Tudományos és Műszaki Tájékoztatás 34 (1987) 4, pp. 177–181.
Dalszerzői tevékenységének örökzöld slágerré vált eredménye az 1968-as Táncdalfesztiválra a Syrius együttes számára komponált dala, melynek szövegírója G. Dénes György (Zsüti), és amit később több más együttes (Csík-Molnár Trió, ECHO együttes, Kovács Duó, Matyi és a Hegedűs, a Perthi Magyar zenekar és jó néhány további énekes és együttes) is előadott. Több ilyen újabb verzió videója a youtube-on megtalálható.
Egyéb amatőr művészeti tevékenységének eredményei: az internet művészeti tárgyú közösségeiben vers- és novellaírás. Versírási tevékenységének a rövid összefoglalását legjobban talán saját szavaival lehet kifejezni.
„Régebben elvétve írtam verseket. Nagyjából 68 évesen vált életem elválaszthatatlan részévé a költészet. Gondolataim, érzéseim kifejezésének azóta ez a fő közege.”